# Stefan Göttelmann

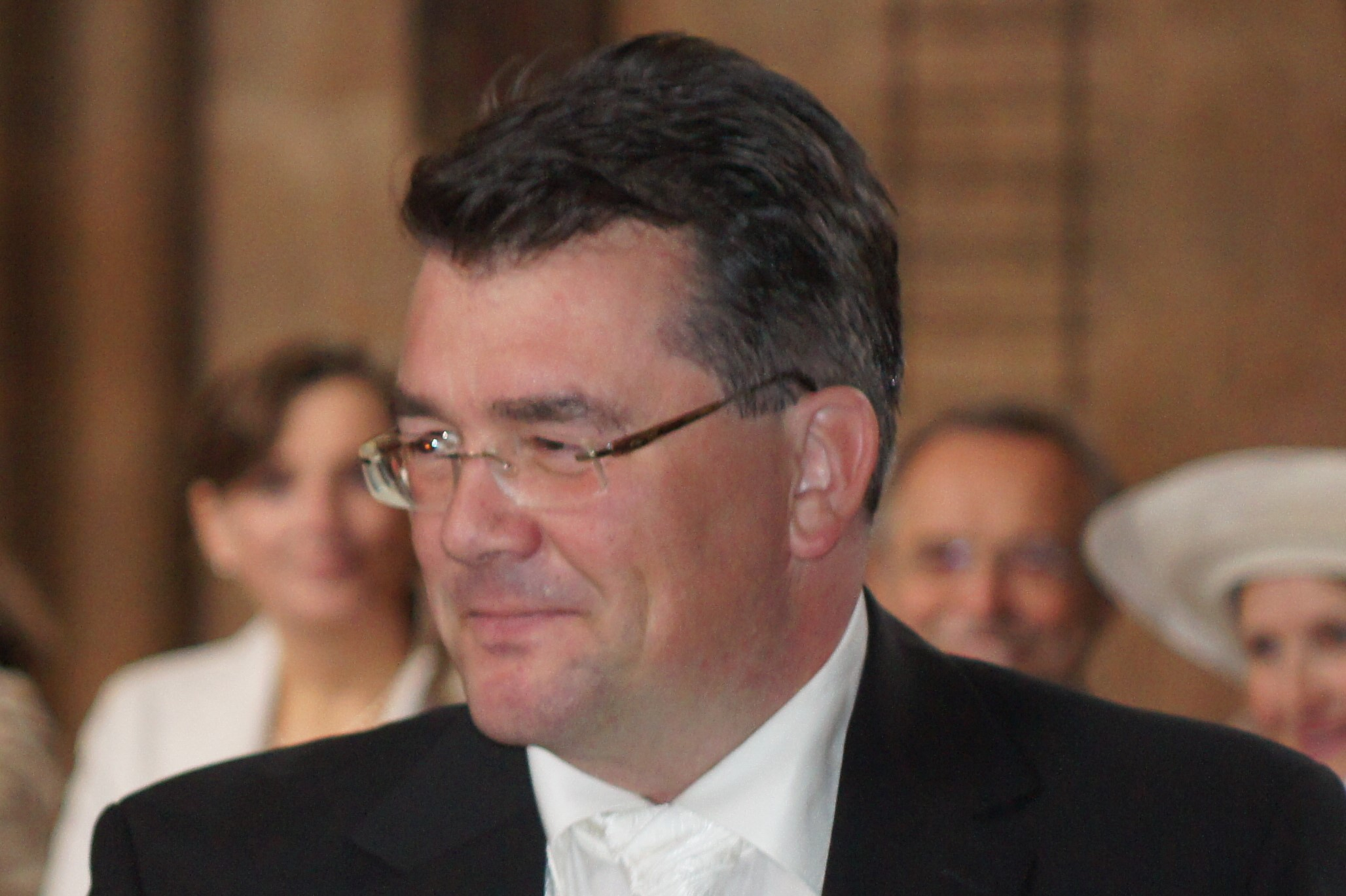
Stefan Göttelmann (2013)

Stefan Göttelmann (* 12. März 1963 in Mainz) ist ein deutscher Kirchenmusiker und Organist.

## Leben
Stefan Göttelmann sammelte seine ersten musikalischen Erfahrungen in der Kinderchor- und Kantoreiarbeit an St. Katharinen in Oppenheim unter Dieter Hechtenberg. Dem Abitur folgte ein Privatstudium bei Peter Alexander Stadtmüller in Mainz und Nieder-Olm. Von 1984 bis 1989 absolvierte er ein Kirchenmusikstudium in Heidelberg, welches er mit dem A-Examen mit Auszeichnung im Fach Orgelimprovisation abschloss. Bis 1991 erfolgte ein Studium in der Konzertklasse von Guy Bovet mit dem Abschluss eines internationalen Konzertexamens, 1992 schloss sich ein Solistendiplom für Orgel an der Hochschule für Musik in Basel an.
Göttelmann lehrt als Professor künstlerisches Orgelspiel und Orgelimprovisation an der Hochschule für Kirchenmusik Heidelberg der evangelischen Landeskirche in Baden. An der theologischen Fakultät der Ruprecht-Karls-Universität Heidelberg betreut er das Liturgisch-Homiletische Seminar in Kooperation mit der Hochschule für Kirchenmusik. Darüber hinaus leitet er regelmäßig Kurse für Orgelimprovisation und stilistischer Interpretation in Österreich und Polen (Danzig, Pelplin) sowie in den USA (Lutheran Pacific University, Tacoma).
Im Rahmen seiner Konzerttätigkeit führten ihn Konzertreisen u. a. in die USA (z. T. mit dem trio con tromba Heidelberg) und ins europäische Ausland. 1995 interpretierte Göttelmann das Gesamtwerk Johann Sebastian Bachs in 16 liturgisch angeordneten Konzerten. 1996 folgte das Gesamtwerk Felix Mendelssohn Bartholdys und 1997 eine Aufführung sämtlicher Orgelwerke von Johannes Brahms. Weitere Gesamtaufführungen fanden 2006 (César Franck) und 2007 (Dieterich Buxtehude) statt. 
Am Johann-Sebastian-Bach-Gymnasium in Mannheim ist er seit 1996 Orgellehrer. Seit 1991 war er Kirchenmusiker in Wilhelmsfeld und leitete dort von 1997 bis 2001 den Wilhelmsfelder Singkreis und führte Kantaten, Oratorien und Singspiele auf. Von 2014 bis 2017 war er Kantor an der Evangelischen Stadtkirche Eppingen. Seit Ende 2016 ist er Kirchenmusiker der Evangelischen Kirchengemeinde Tettnang und Kantor und Organist an der Schlosskirche im Schloss Montfort.
Innerhalb der Konzerttätigkeit bildet die Aufführung von Werken für Orgel und Orchester sowie Orgel und gemischten Chor einen Schwerpunkt seiner Arbeit. In fast allen bedeutenden Werken für Orgel und Orchester (Francis Poulenc, Josef Gabriel Rheinberger) übernahm Göttelmann bereits den Orgelpart. Zudem tritt er als Cembalist und Liedbegleiter auf.
Göttelmann ist verheiratet und Vater zweier Kinder.

## Videografie (Auswahl)
Göttelmann unterhält seit 2011 einen Kanal bei YouTube. 
- Jehan Alain: Litanies, Le jardin suspendu
- Johann Sebastian Bach: Orgelwerke BWV 548, 552, 582, 614, 645, 648, 659, 660, 669, 671, 678, 676, 680,  682, 684
- Marcel Dupré: Prélude et fugue en si majeur opus 7 Nr. 1, Variations sur un vieux Noël op. 20
- Jean Langlais: Incantation pour un jour saint
- César Franck: Choral Nr. 3 a-moll